# 剱岳
剱岳（つるぎだけ）は、飛騨山脈（北アルプス）北部の立山連峰にある標高2,999 mの山。富山県の上市町と立山町にまたがる。中部山岳国立公園内にあり、山域はその特別保護地区になっている。日本百名山および新日本百名山に選定されている。立山、鹿島槍ヶ岳、唐松岳と並び、日本では数少ない氷河の現存する山である。

## 概要
日本国内で「一般登山者が登る山の内では、最も危険度の高い山」とされる。これは、その一般ルートが、一服剱 - 前剱 - 本峰の間で、岩稜伝いの鎖場やハシゴのルートになることによる。難所として「カニのヨコバイ」「カニのタテバイ」と呼ばれる鎖場があるが、実際には、より容易な稜線で滑落事故などが発生している。また、クライマーと呼ばれる多くの一流登山家も、その岩場や雪山で命を落としている。
最終氷期に発達した氷河に削り取られた氷食尖峰で、その峻険な山容は訪れる者を圧倒し、登山家からは「岩の殿堂」とも「岩と雪の殿堂」とも呼ばれている。北から東の方角には、大窓をはじめとする「窓」と呼ばれる懸垂氷食谷が発達し、うち、「三ノ窓」と「小窓」の両谷には、日本では数少ない現存氷河である三ノ窓氷河と小窓氷河を擁する。南東の方角には日本三大雪渓の1つとして知られる剱沢雪渓があるが、こちらは氷体を伴わず、氷河ではない。飛騨系の閃緑岩と斑れい岩の硬い岩から構成され、それを輝緑岩が貫いている。山の上部は森林限界のハイマツ帯で、ライチョウの生息地であり、アオノツガザクラやハクサンイチゲなどの高山植物が自生している。

### 呼称・表記
「剱」の名称が初めて文献に現れたのは1585年（天正13年）に豊臣秀吉が近畿の寺社大名に送った書状とされ、「先勢東は立山つるぎの山麓まで悉く放火せしめ候……」とある。古くは剱岳（劒嶽）のほかに劔ヶ嶽、劔峰、劔山などの呼称も用いられた。
また、「剱」の字には多くの異体字があり、「剱」や常用漢字体の「剣」のほか、劍・劒・劔・釼など10以上の異表記があった。旧来の表記は「劒嶽」とされるが、1913年の陸地測量部発行の地形図では「劔」の字が使われ、国土地理院の地形図では数度の変更を経て2003年までは「剱」の偏と「劒」の旁を組み合わせた字体が採用されていた。
上市町は1989年に「剱岳」表記に統一すると決めたが、その後も国土地理院や報道機関、町内の刊行物でさえも表記は統一されなかった。2003年、上市町は改めて「剱岳」に統一する要請を行い、立山町の同意も得た上で2004年発行の地形図から「剱岳」に表記が改められた。一般には常用漢字表の字体を用いて剣岳と表記されることも多いが、今日における正しい表記は「剱岳」となる。

### 信仰
剱岳は古来、立山修験と呼ばれる山岳信仰の対象であり雄山神社の祭神の一柱である天手力雄神（太刀尾天神剱岳神・本地不動明王）の神体として信仰を集めてきた。一方立山信仰では「針山地獄」とされ立山連峰のほかの頂きから参拝する山であって、登ることが許されなかった。
『日本百名山』の著者である深田久弥は『万葉集』に見える「立山（たちやま）」について、これは今の立山ではなく剱岳のことであろうという自説を展開している。

## 歴史

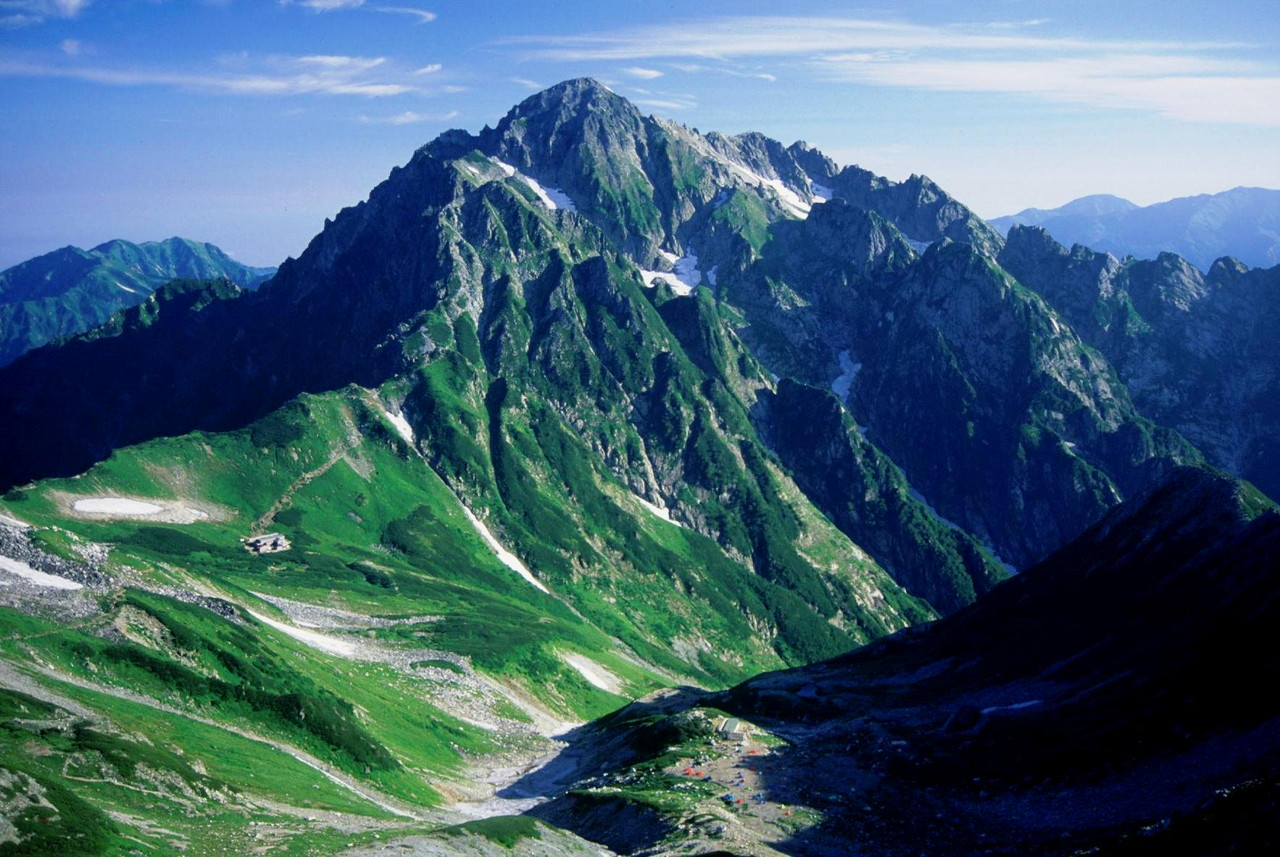
剱御前小舎方面より

空海（弘法大師）が草鞋千足（三千足または六千足ともいう）を費やしても登頂できなかった、という伝説がある。近代登山としての歴史は浅いが、古くから山そのものが不動明王として崇拝され、信仰対象として修験者が登っていた。明確な記録に残る初登頂は、陸軍参謀本部陸地測量部の測量官、柴崎芳太郎が率いる測量隊によるものである。
- 1907年（明治40年）7月13日 - 測量隊の測夫・生田信らが長次郎雪渓ルートから本峰の登頂に成功した。
- 1907年7月28日 - 柴崎らが登頂した。この登頂日は長らく不明だったが、2007年（平成19年）に「四等覘標高程手簿」が発見され、柴崎の登頂日が明らかになった[14]。このときの案内人は、地元在住の宇治長次郎である。もっとも、宇治は信仰上の理由から、山頂は踏まなかったとする説が有力である。これについては一切文書の記録がなく、新田次郎が『劒岳 点の記』を執筆した際の資料などに伝聞記録があるのみである[15][注釈 1]。

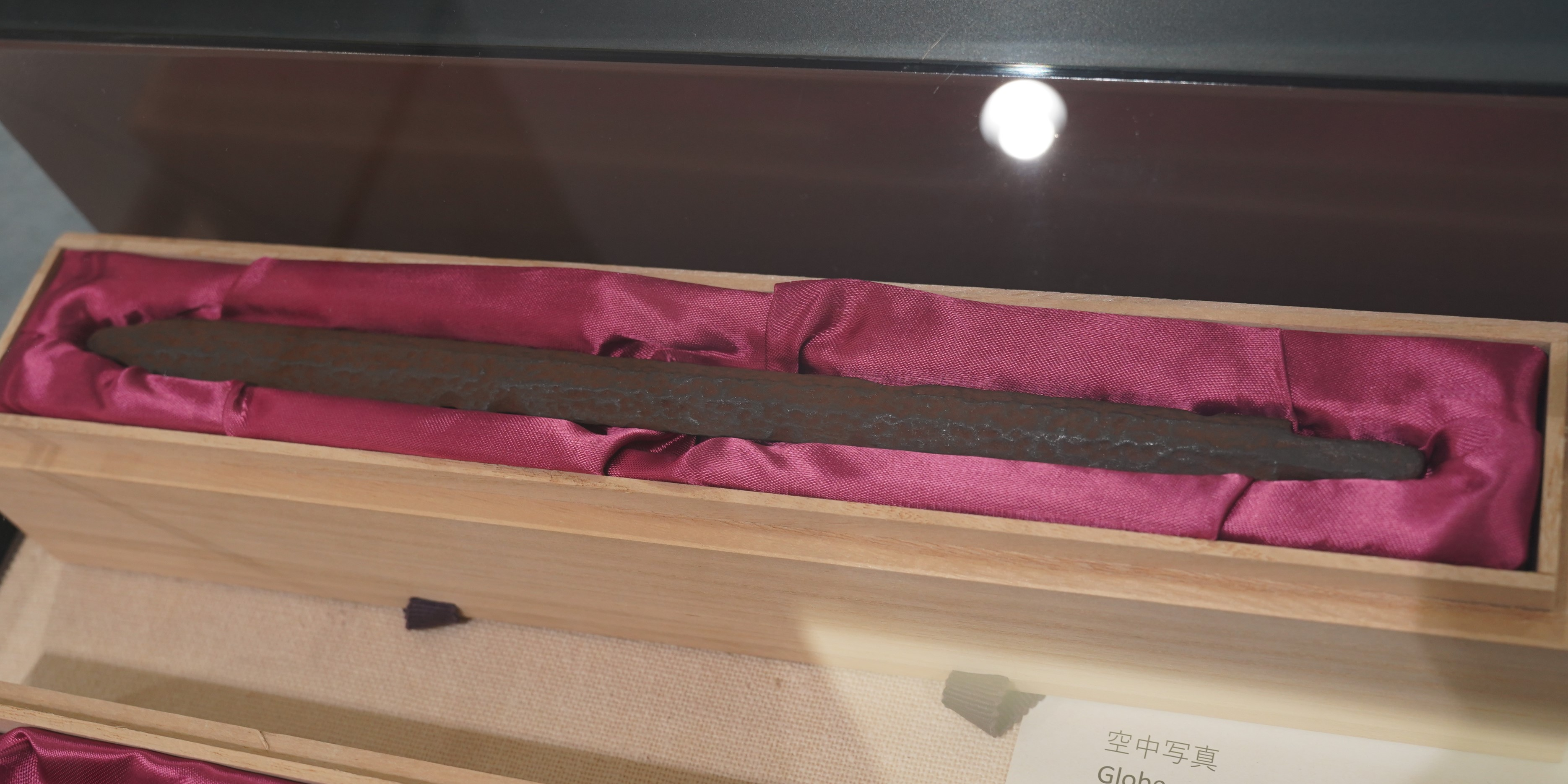
見つかった鉄剣のレプリカ（地図と測量の科学館展示品）

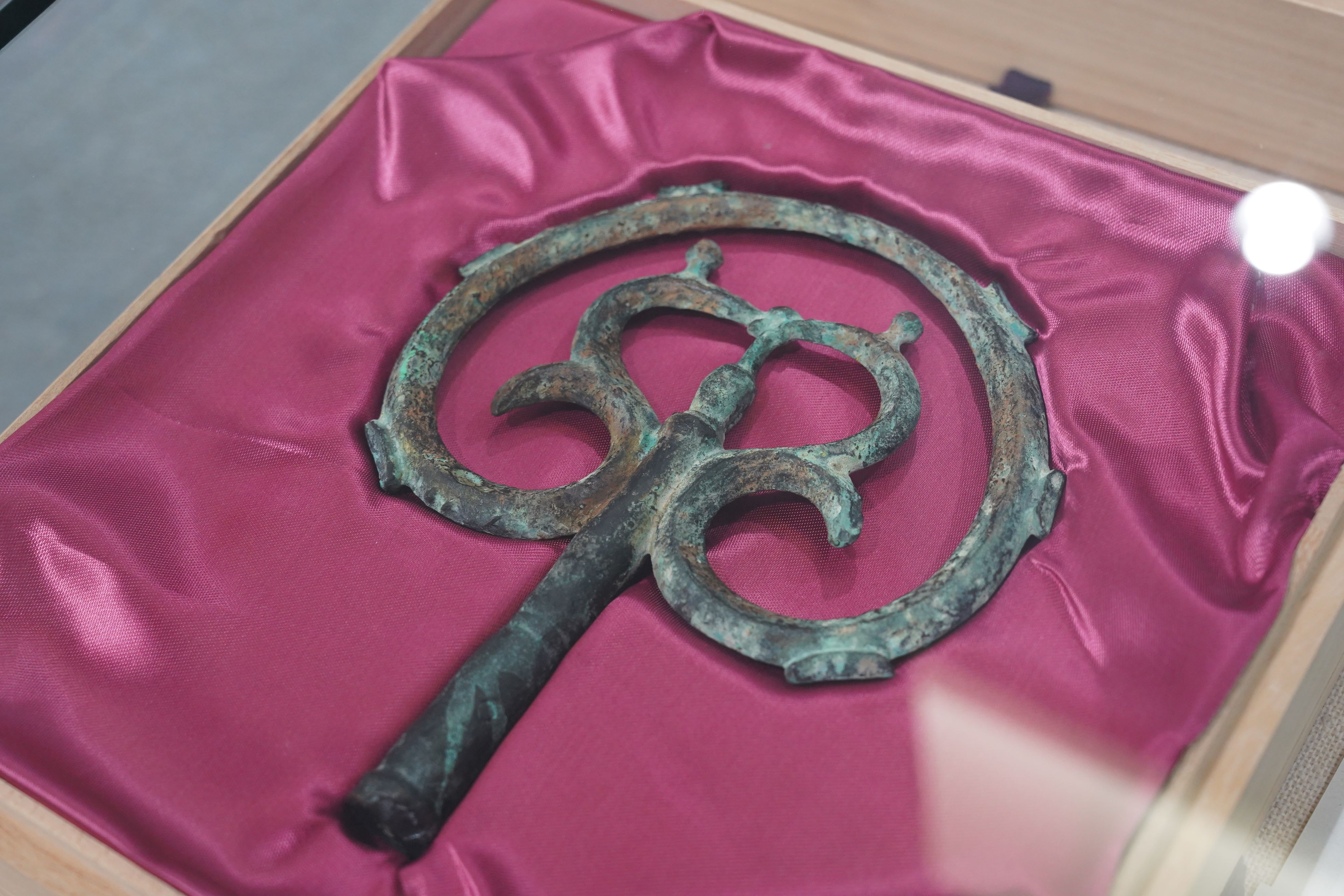
見つかった錫杖のレプリカ（地図と測量の科学館展示品）

柴崎隊以前に数例の登山の記録や伝説・口碑が存在する。生田らによる最初の登頂の際、錆び付いた鉄剣と銅製の錫杖頭が発見された。これらの遺物は当時の鑑定では奈良時代後半から平安時代初期にかけて登頂した修験者のものと考えられた。山頂近くの岩屋には古い焚き火跡もあったという。これらの遺物は立山修験の貴重な証しとして柴崎が保存していたが、1959年に錫杖頭が重要文化財に指定された。柴崎の死後は、遺族から寄贈されて立山町芦峅寺の立山博物館に展示されている。
柴崎らは、登頂の困難さから重い三角点標石や特にかさばるやぐらを組む丸太を運び上げることができず、山頂には立ったものの三等三角点の設置を断念し、山頂には標石のない四等三角点を置いた。また、三角点の設置場所を記載する「点の記」の作成は三等以上との規定のため、剱岳の点の記は作成されなかった。
- 1909年（明治42年）7月24日 - 民間人による最初の登頂が石崎光瑤、河合良成、吉田孫四郎、野村義重によって成し遂げられた。このときの案内人も宇治であった。
- 1913年（大正2年）8月11日 - 小暮理太郎と田部重治が別山尾根から登頂した[9]。
- 1917年（大正6年）- 冠松次郎が西面の早月尾根から登頂した[19]。
- 1923年（大正12年）7月 - 早大パーティーが八峰Ⅴ峰Ⅵ峰登攀。
- 1924年（大正13年）7月 - 剱沢小屋（現在の剣山荘）が建設された。それ以前に小屋掛けがあったとされる説がある[20]。
- 1926年（大正15年）1月 - 慶應義塾大学のパーティーが、冬期の初登頂をした。
- 1927年（昭和2年）7月 - 旧制三高パーティーの西堀栄三郎・今西錦司・高橋健治・四手井綱彦が、剱岳クレオパトラニードル登攀。
- 1927年（昭和2年）8月 - 旧制三高パーティーの西堀栄三郎・今西錦司・高橋健治が、三ノ窓チンネ左方ルンゼ初登。
- 1929年（昭和4年）5月 - 甲南高パーティー伊藤愿・西村格也が、早月尾根・八ツ峰登攀。
- 1929年（昭和4年）6月 - 旧制四高パーティーが、池ノ谷右俣から登頂。
- 1935年（昭和10年）7月 - 甲南高パーティーが、池ノ谷剱尾根ドームを登攀。
- 1951年（昭和26年）7月 - 魚津高パーティーが、八ツ峰六峰Ａフェイス魚津高ルートを初登攀。
- 1955年（昭和30年）7月 - 名古屋大学OBパーティーが、源次郎尾根Ⅰ峰平蔵谷側上部フェイス名古屋大ルートを初登攀。
- 1955年（昭和30年）7月 - 魚津高OBパーティーが、源次郎尾根Ⅰ峰平蔵谷側下部中央ルンゼを初登攀。
- 1955年（昭和30年）8月 - ベルニナ山岳会が、剱尾根ドーム稜・池ノ谷中央ルンゼ上半を登攀。
- 1957年（昭和32年）7月 - 日本山嶺倶楽部が、八ツ峰六峰Bフェイスを登攀。
- 1956年（昭和31年） - 早月尾根ルートの拠点となる上市町営馬場島荘が完成。北方稜線（黒部峡谷側）からのルートの拠点となる池の平小屋が営業開始。
- 1958年（昭和33年） - 志鷹新正が仙人池ヒュッテを建設した。
- 1959年（昭和34年）元旦 - 京都府立大学山岳部の高田直樹と角倉光彦が、東大谷G1厳冬期初登攀。
- 1959年（昭和34年） - 早月尾根避難小屋（標高約2,100m）が完成。
- 1959年（昭和34年）8月 - 京都府立大学山岳部の高田直樹と木村勉が、八ツ峰VI峰Bフェース正面ルート（京府大ルート）を初登攀。
- 1960年（昭和35年） - 富山県登山条例が施行され、東大谷が危険区域として入山禁止となる。
- 1966年（昭和41年）3月26日 - 富山県は、積雪期の剱岳周辺の登山届出に関する富山県登山届出条例を施行した[21]。
- 1968年 (昭和43年)～1969年　(昭和44年) - 年末年始にかけての暴風雪や雪崩などで、登山者18名が死亡する大量遭難事故が発生。
- 1971年（昭和46年） - 早月尾根の要所に、佐伯伝蔵が「伝蔵小屋」を開業した。その後「早月小屋」に改名された[22]。
- 2004年（平成16年）8月 - ヘリコプターによって資材を輸送し、三等三角点が設置された。
- 2005年（平成17年） - 翌年にかけての平成18年豪雪により、剣山荘が倒壊した。
- 2007年（平成19年）7月 - 再建した剣山荘が宿泊営業を再開した。
- 2012年（平成24年）11月15日 - 三ノ窓雪渓と小窓雪渓が氷河である可能性が高いとする調査結果を、立山カルデラ砂防博物館の飯田肇学芸課長と福井幸太郎学芸員が、国立極地研究所で開催中の極域気水圏シンポジウムで発表した（富山新聞11月16日）。

### 標高の変遷
- 1907年（明治40年） - 測量官の柴崎芳太郎は、周辺の山々の三等三角網の測量によって、山頂の独立標高点（現在の「標高点」）を2,998.02 mと計算した。
- 1930年（昭和5年） - 地上写真測量で、3,003 mとされた。
- 1968年（昭和43年） - 航空写真測量で、2,998 mとされた。
  - 修正を行った国土地理院は、従前の標高は参謀本部が求めたものとし、当時、剱岳を3000m級にして欲しいとする地元の政治的圧力の存在を示唆した[23]。
- 2004年（平成16年） - ヘリコプターを使った資材輸送により三等三角点が設置され、GPS測量により、三等三角点「剱岳」2,997.07 m[24]が求められた。水平測量による最高点との差を足して「剱岳」の標高は2998.6 mとなり、2,999 mと公式に定まった[1]。
  - このとき、国土地理院により作成された「三等三角点「剱岳」点の記」では、選点日時を「明治40年7月13日」とし、選点者としては『柴崎芳太郎』の名前が記載された[25]。
- 2009年（平成21年） - 元国土地理院の山田明によるGPSなどによる測量では、2,998.42 mであった（国土地理院の協力による測量）[26]。

## 登山

### 登山ルート

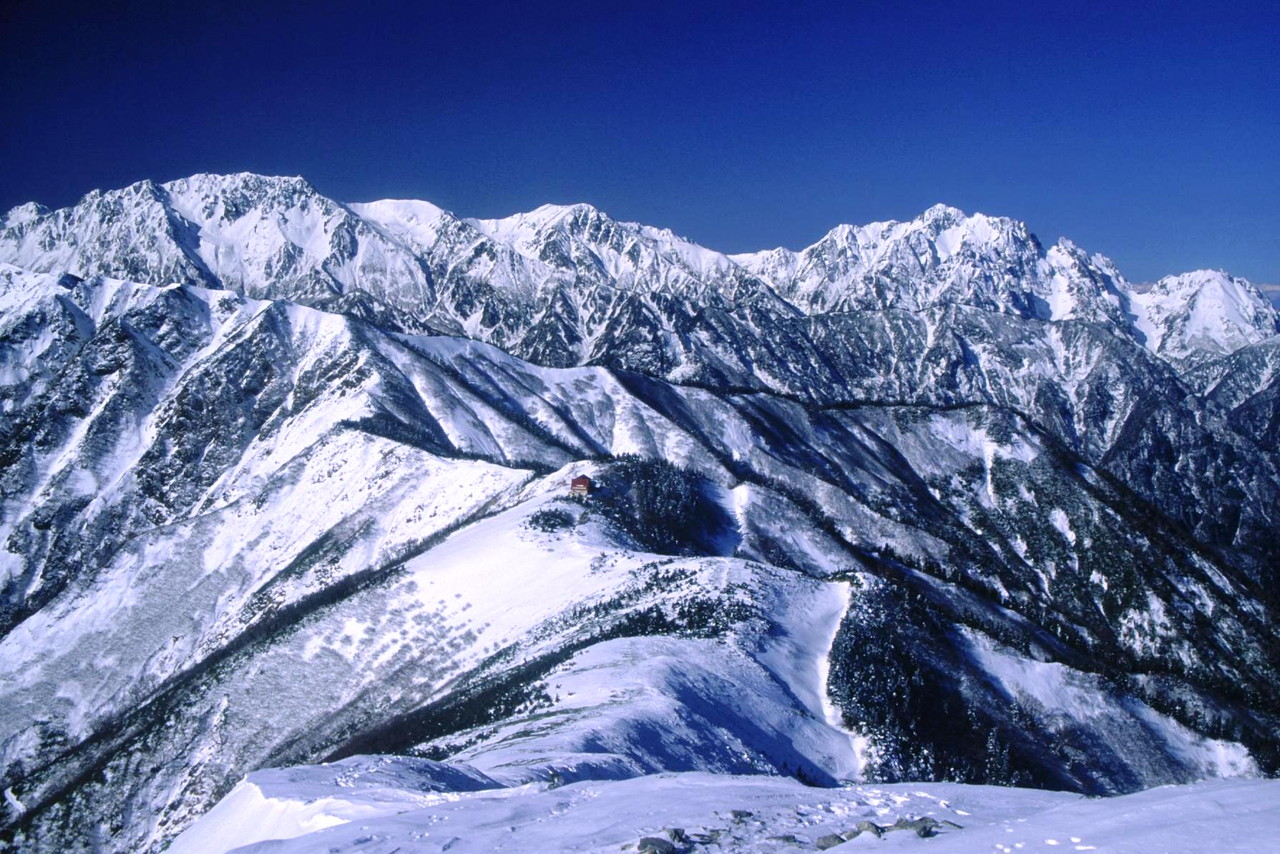
立山から剱岳へと続く稜線の別山尾根ルート（爺ヶ岳南峰より望む）

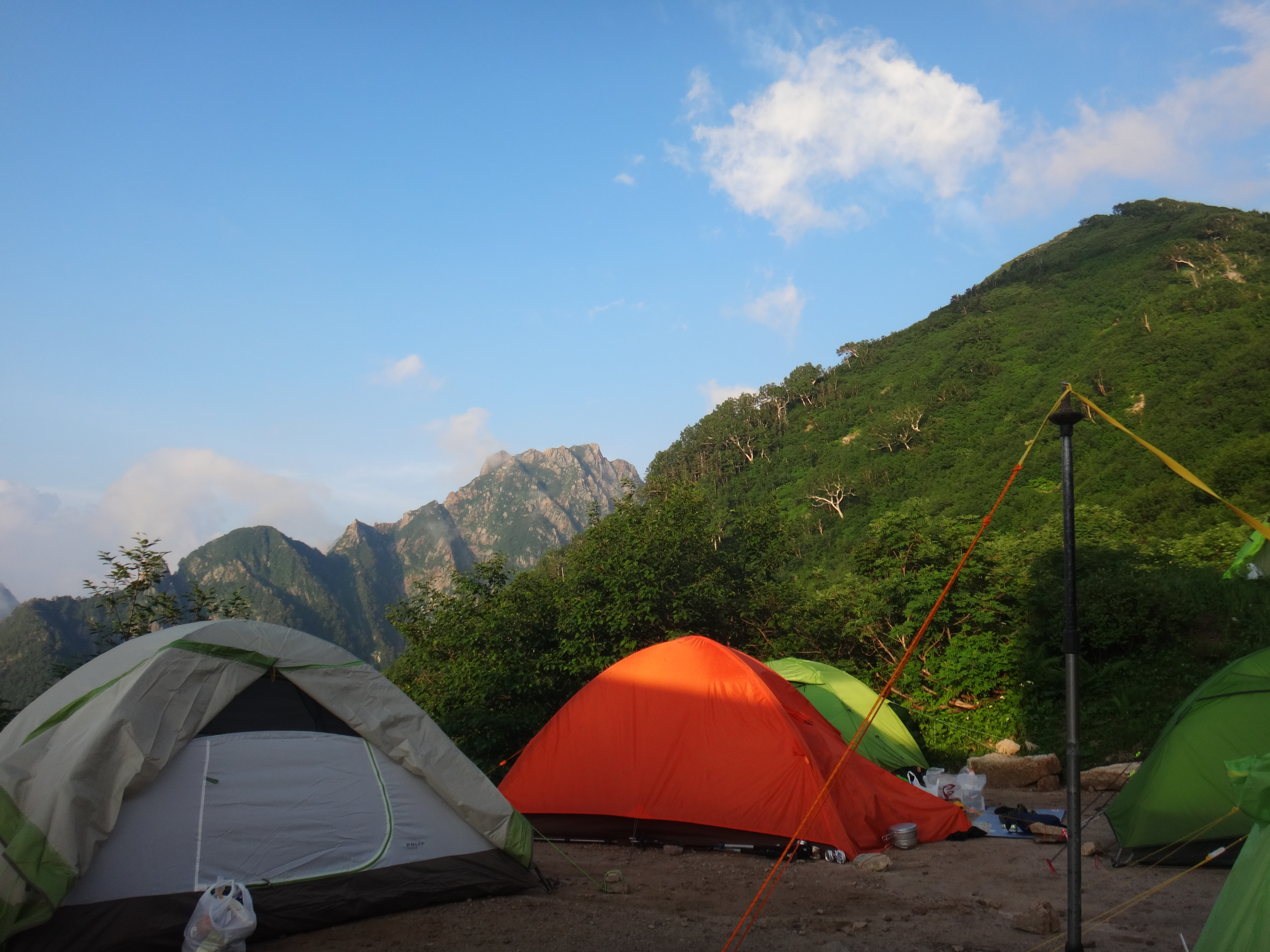
早月小屋のテント場から小窓尾根のマッチ箱を望む

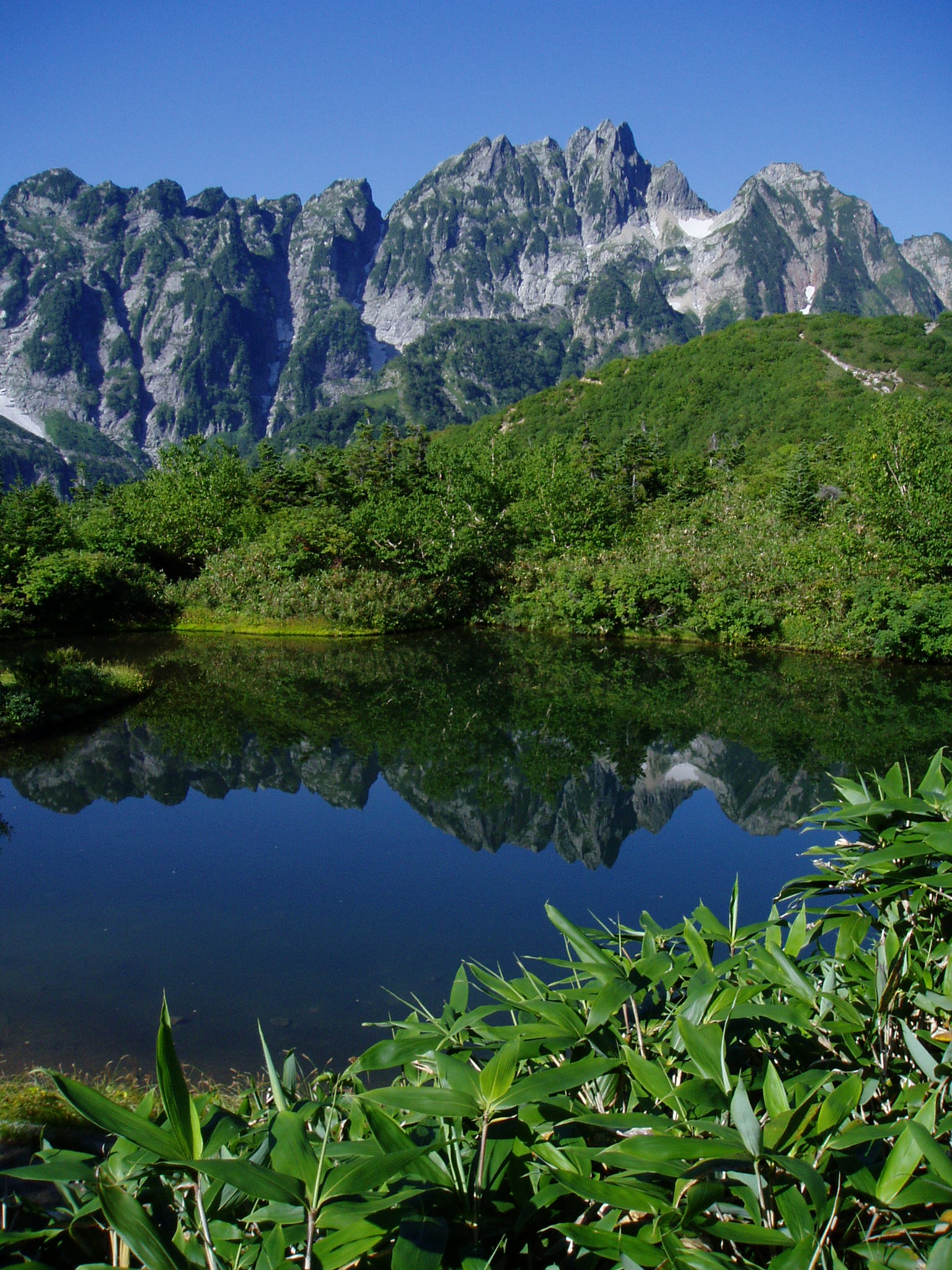
仙人池から望む剱岳八ツ峰の岩場（2008年9月）

一般的な登山ルートは2つある。
- 別山尾根ルート[27]。立山黒部アルペンルートの室堂ターミナルから雷鳥沢を登りつめ、剱御前小舎に出て剱沢を下り、ルート上にある剱沢小屋・剣山荘を通過し、一服剱・前剱を経てカニのタテバイ・ヨコバイと呼ばれる鎖場を抜ける。
- 早月尾根ルート[28]。上市町馬場島から早月尾根を進み、山頂直下で別山尾根ルートに合流する。標高1,000 m地点に立山杉原生林のある松尾平、標高2,200 m地点に早月小屋がある。高山植物が豊富で、混雑する室堂を避けて静かな山行が楽しめる。

両ルートとも、途中の山小屋に一泊して、翌日山頂を目指すのが一般的。別山尾根ルートは室堂までバスなどの公共交通が利用できるのに対し、早月尾根ルートでは登山口の馬場島までの交通手段は、マイカーまたはタクシーに限られる。ただし馬場島には馬場島荘とキャンプ場があり、前日泊も可能。馬場島は毎年末、早月尾根から剱岳山頂を目指す登山者で賑わう。そのため登山基地である馬場島と早月小屋には、富山県警察山岳警備隊が常駐する。
バリエーション・ルートとして、仙人池・池ノ平から小窓・三ノ窓を経る北方稜線ルート、八ツ峰または源次郎尾根（佐伯源次郎の名に由来）をたどる稜線縦走ルート、雪渓をつめる長次郎谷（宇治長次郎の名に由来）、平蔵谷、武蔵谷、三ノ窓雪渓、池ノ谷左俣・右俣などの各ルートのほか、北アルプス開拓の歴史の一部をなす数々の登攀ルートがあるが、いずれも一般登山者向きではない。

### 剱岳の岩場
剱岳の岩場は谷川岳、穂高岳とともに日本三大岩場に数えられロッククライミングのメッカの1つとなっている。
- チンネ
- ジャンダルム
- 小窓王
- 八ツ峰VI峰フェース群（Aフェース、Bフェース、Cフェース、Dフェース）
- 八ツ峰三ノ窓側（函ノ谷、菱ノ谷）
- 源次郎尾根I峰平蔵谷側側壁、源次郎尾根II峰平蔵谷側側壁
- 本峰南壁、本峰北壁
- クレオパトラ・ニードル
- 東大谷（中尾根、駒草ルンゼ、富高ルンゼ）
- 池ノ谷
  - 右俣（中央ルンゼ、右俣奥壁）
  - 剱尾根（ドーム北壁、ドーム南壁）
  - デルタフェース
- 小窓尾根白萩川側フェース群

### 周辺の山小屋
周辺の登山ルート上には、以下の山小屋がある。一部の山小屋では、キャンプ指定地が併設されている。登山シーズン中に営業を行い、期間外は閉鎖される。
- 剣山荘 - 剱澤小屋 - 剱御前小舎
- 真砂沢ロッジ
- 馬場島荘 - 早月小屋
- 池の平小屋 - 仙人池ヒュッテ

### 登山届出条例（積雪期）
冬期の剱岳は日本海側気候のために豪雪になり、元来の峻険さと相まって登山条件は一層厳しく、毎年のように遭難者が出ている。富山県は1966年に富山県登山届出条例を定め、剱岳周辺について「危険地区」とした上で12月1日から翌年5月15日までの間に危険地区に立ち入る者に対し「登山届」の提出を義務づけている。登山届の不提出や虚偽記載などの違反行為に対しては罰金が科せられる。

### 遭難対策
上市町観光協会によれば、1959年から2016年までの剱岳方面での死者数は345人。
早月尾根ルートの出発地となる上市町馬場島には、毎年12月1日から県条例で登山計画の届け出が義務付けられている翌年5月15日まで上市警察署馬場島警備派出所が開設されている。派出所には富山県警察山岳警備隊員が交代で常駐するほか、年末年始は早月小屋へ隊員が登り待機する体制が整えられる。

## 地理

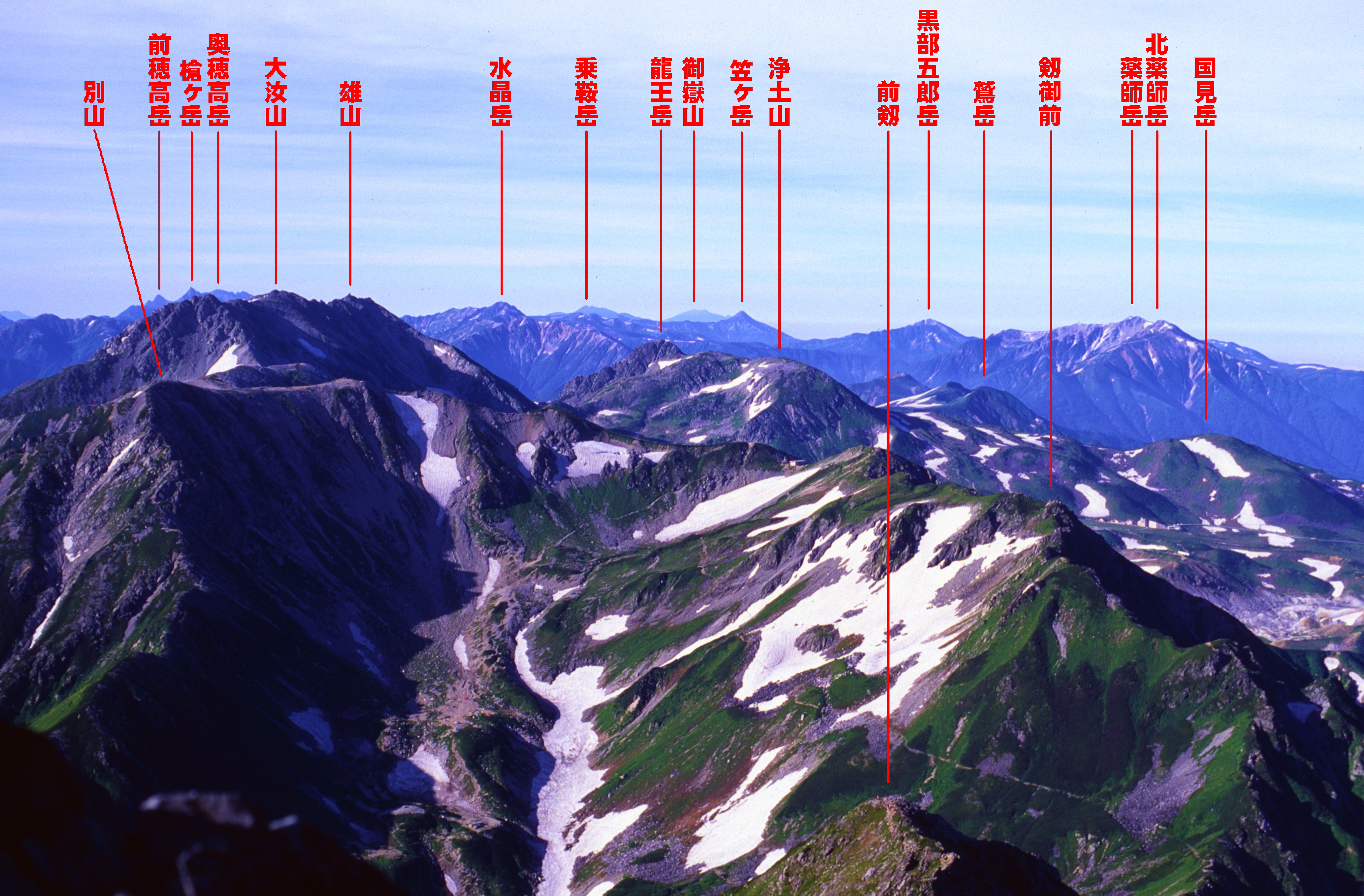
剱岳山頂から望む飛騨山脈の山々（2001年7月）→解説なし画像

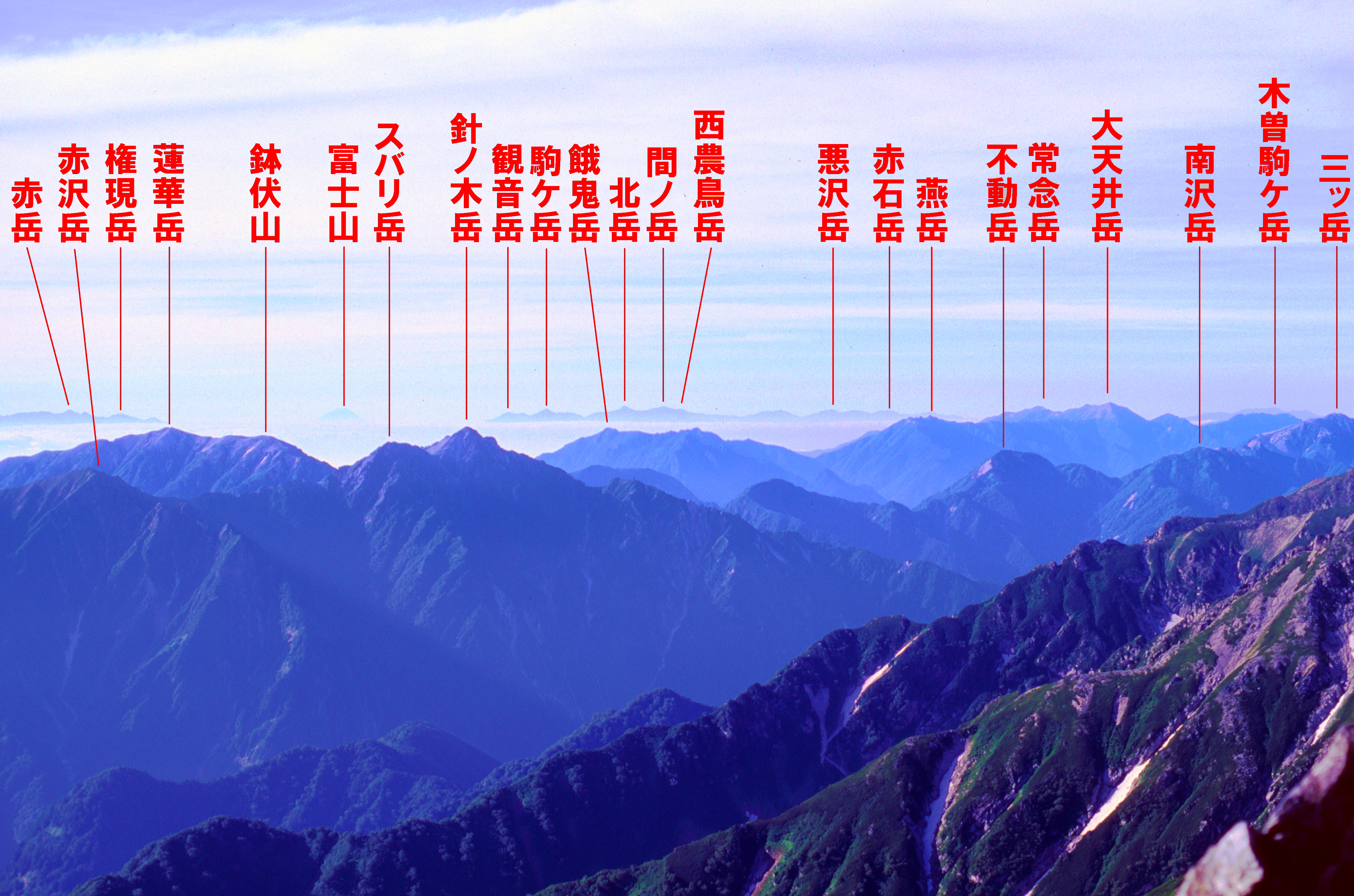
剱岳山頂から望む富士山・南アルプス・中央アルプスの山々（2001年7月）

飛騨山脈の三俣蓮華岳から分岐する北に長く延びる枝尾根の主稜線上にあり、北には毛勝三山、南には別山、立山へと尾根が伸びる。東側には黒部川を挟んで飛騨山脈の主稜線である後立山連峰と対峙している。

### 周辺の山
- 前剱 - 剱御前 - 別山 - 真砂岳 - 立山
- 赤谷山 - 毛勝三山
- 池平山 - 仙人山 - 坊主山
- 黒部別山
- 奥大日岳
- 西大谷山 - 中山

### 源流の河川
源流となる以下の河川は日本海へ流れる。
- 早月川
- 剱沢（黒部川の支流で、落差150mの剱大滝を有する。）

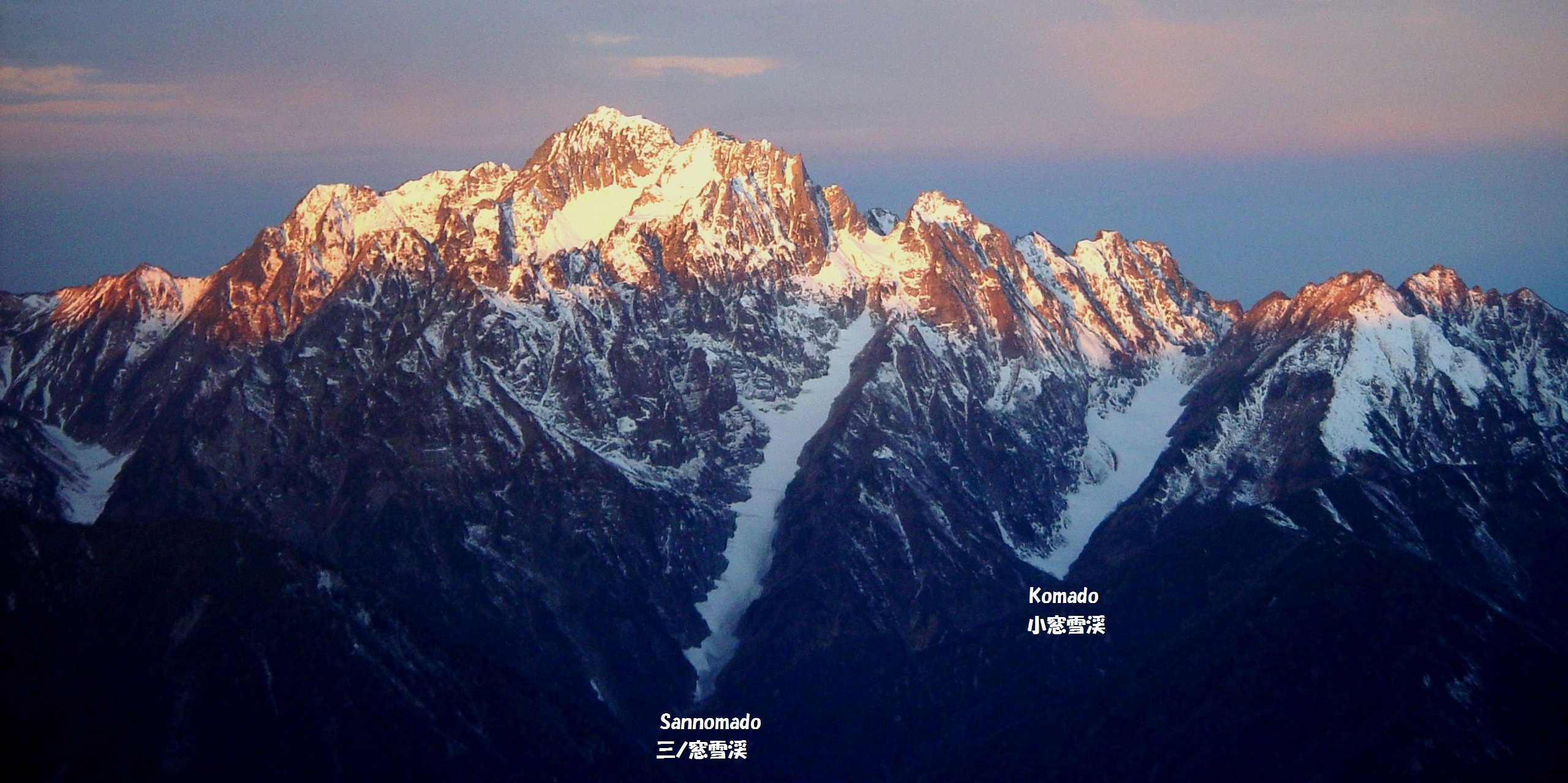
鹿島槍ヶ岳から望む三ノ窓氷河と小窓氷河

### 氷河
剱岳東面と西面には雪崩涵養型の小規模な氷河が存在し、東面の氷河は黒部川の水源の一つとなっている。
- 小窓氷河 - 全長約900 m、面積約0.17km2。
- 三ノ窓氷河 - 全長約1,200 m、面積約0.13km2。
- 池ノ谷氷河

## 剱岳の風景

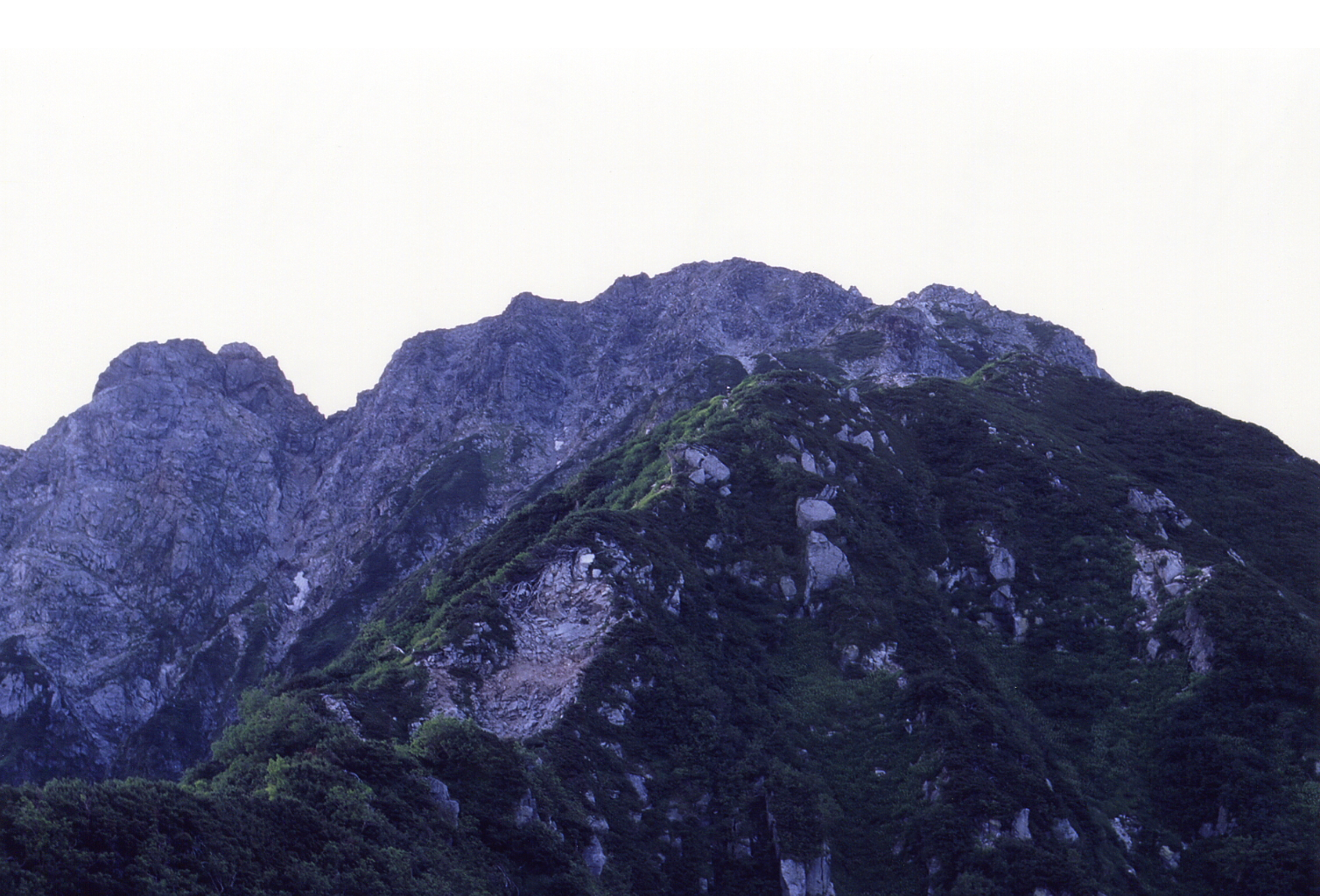
早月尾根上より
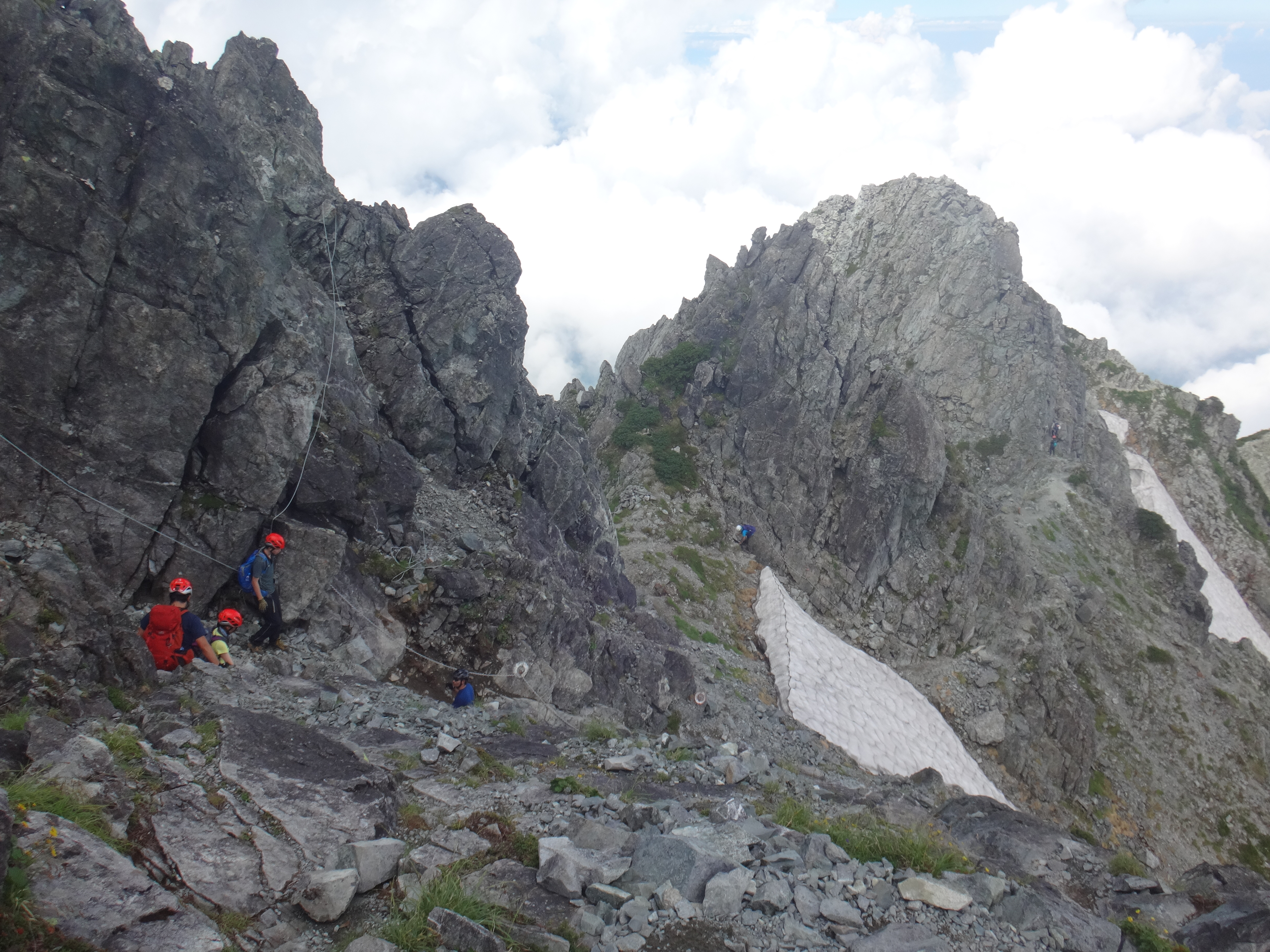
早月尾根の下り
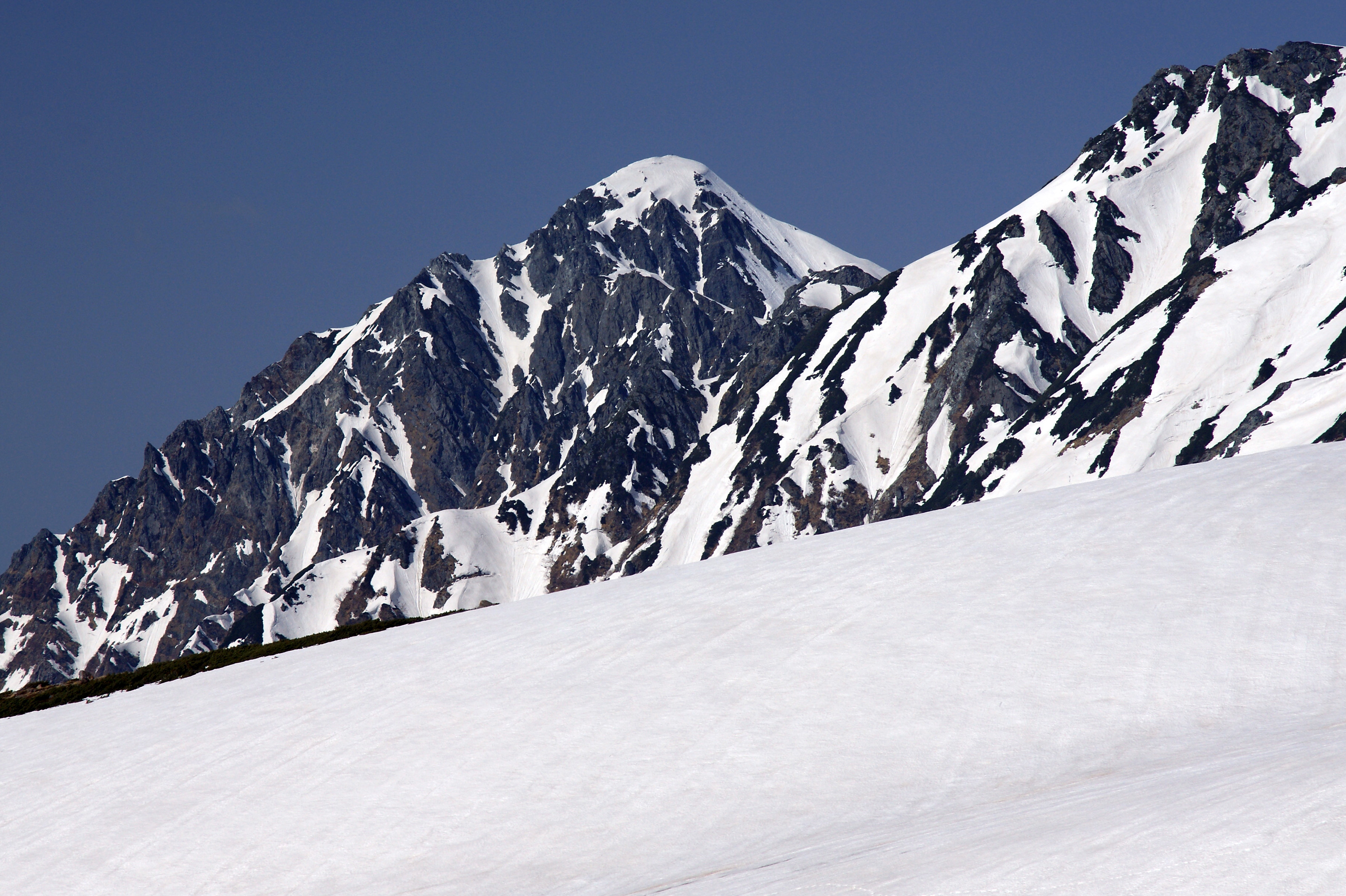
室堂平より
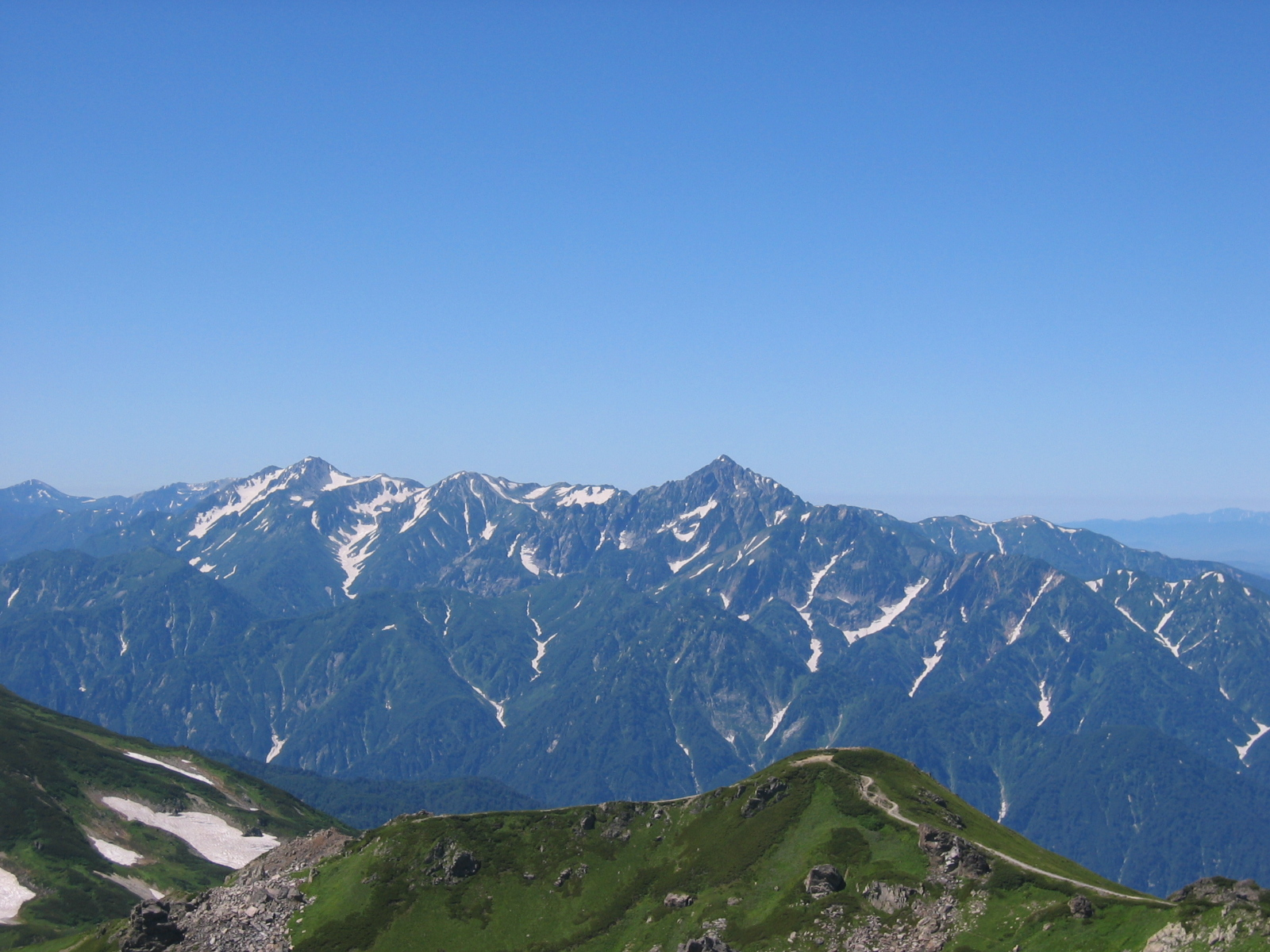
白馬岳より
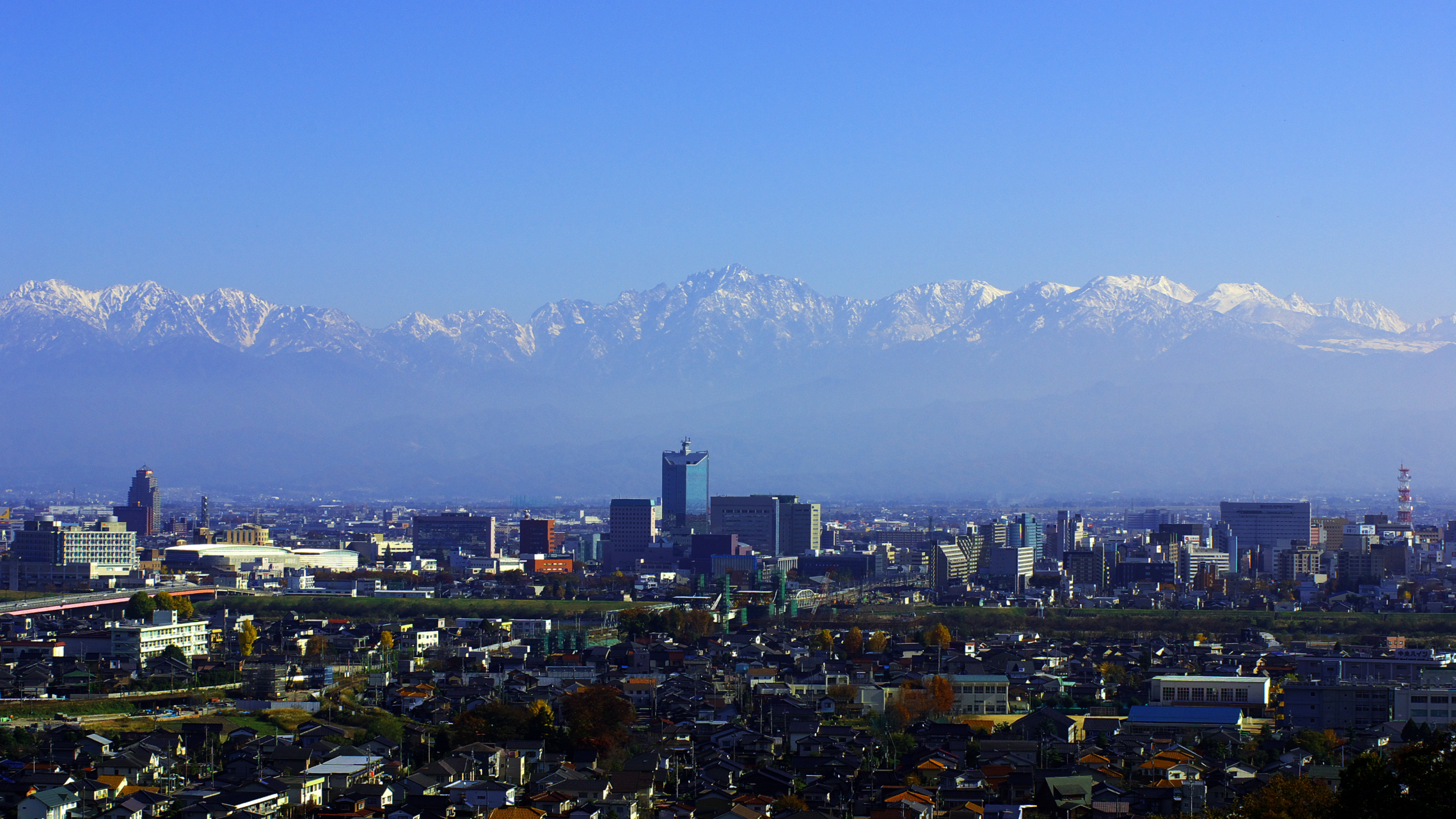
呉羽山からみた富山市街と剱-立山連峰

## テレビ番組
- 『日本百名山 剣岳』NHK衛星第2テレビジョン、1994年10月2日放送[32]
- 『さわやか自然百景』「北アルプス 剱岳」NHK総合テレビ、2002年11月3日放送[33]
- 『プロジェクトX〜挑戦者たち〜』第103回「魔の山大遭難 決死の救出劇（剣岳豪雪遭難からの救助劇・富山県警）」NHK総合テレビ、2002年11月19日放送
- 『週刊 日本の名峰 剱岳』NHKデジタル衛星ハイビジョン、2007年2月3日放送[34]
- 『金とく』「山に生きる 北アルプス 立山黒部」NHK名古屋放送局、2007年3月4日放送[35]
- 『金とく』「剱の山に憧れて 北アルプス・剱岳 開山百年」NHK名古屋放送局、2007年12月3日放送[36]
- 『ハイビジョン特集 日本の名峰「剱岳測量物語～明治40年“点の記”～」』NHKデジタル衛星ハイビジョン、2009年10月17日放送[26]

## 映画
- 劒岳 点の記 - 2009年公開。